# مصفا (جفال)
مصفا (بالفارسية: مصفا) هي منطقة سكنية تقع في إيران في قسم جفال الريفي. يقدر عدد سكانها بـ 392 نسمة بحسب إحصاء 2016.